# 特別狙撃隊S.W.A.T.
『特別狙撃隊S.W.A.T.』（とくべつそげきたいスワット、原題：S.W.A.T.）は、1975年2月17日から1976年4月3日までアメリカ合衆国・ABCテレビで放送されたテレビドラマ。全2シーズン・37回。製作総指揮はアーロン・スペリング、レナード・ゴールドバーグ。
ロサンゼルス市警察に配属されている特殊部隊・SWATを描いたドラマである。日本では東京12チャンネルで、1976年9月から1977年3月は月曜日21時枠で、1977年4月から6月は火曜日20時枠で放送された。
テーマ曲（RHYTHM HERITAGE「反逆のテーマ」("Theme from S.W.A.T."）は後に、水曜スペシャル「川口浩探検隊シリーズ」やFNNテレビ静岡ニュースのBGMに転用された。

## キャスト

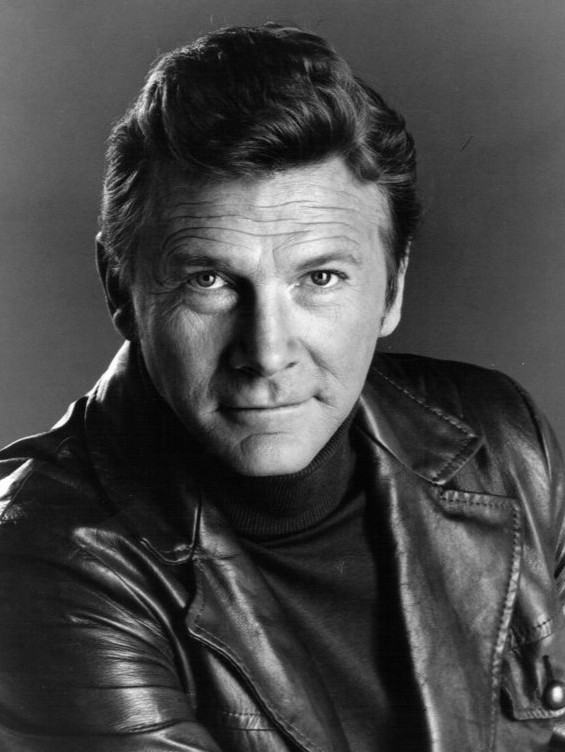
ハレルソン隊長を演じたスティーヴ・フォレスト

- “ホンド”ダン・ハレルソン隊長：スティーヴ・フォレスト（日本語吹替：小林修）
- “ディーコン”デヴィッド・ケイ：ロッド・ペリー（日本語吹替：青野武）
- ジム・ストリート：ロバート・ユーリック（日本語吹替：伊武雅之・DVD追加収録：楠大典）
- ドミニク・ルカ：マーク・シエラ（日本語吹替：曽我部和恭・DVD追加収録：真殿光昭）
- ＴＪ：ジェームズ・コールマン（日本語吹替：納谷六朗）

## リメイク
2003年に映画『S.W.A.T.』としてリメイクされた。オリジナル版のキャストだったスティーヴ・フォレストとロッド・ペリーがカメオ出演している。また、突入班発足を祝うパーティの場面で、「明日からはSWATだ」というセリフの後、テレビシリーズのテーマ曲「反逆のテーマ」("Theme from S.W.A.T.") を口ずさむシーンがある。
2017年にはドラマ版が『S.W.A.T.』としてシェマー・ムーア主演でリブートされたが、制作費の問題などから一旦、2023年5月8日に同年5月18日に最終回を迎えるシーズン6をもって打ち切られる事が発表された。しかし、それがシーズン7の制作を仄めかしたCBSによる一方的な決断であり、あまりに唐突であったため主演のシェマー・ムーアが激怒。ファンの有志達も抗議した結果、一転して翌日にCBSは打ち切りを撤回し、2024年2月16日から最終シーズンとなるシーズン7が全13話で放映されたが、その後に終了が覆されシーズン8の製作が決定したが、2025年3月7日にシーズン8で打ち切りとなることが発表された。今回は最終決定であり、復活の可能性はないとみられている。製作を手がけるソニー・ピクチャーズ・テレビジョンは、CBSにとって魅力的な条件を提示し続けてきたが、今回は更新交渉が成立しなかったことと、CBSがドラマを自社制作に主軸を置くためにシリーズ終了が決まったという。